# Paya Pinang
Paya Pinang is een bestuurslaag in het regentschap Serdang Bedagai van de provincie Noord-Sumatra, Indonesië. Paya Pinang telt 4380 inwoners (volkstelling 2010).